# The Spoils (Massive Attack)
The Spoils è un singolo del gruppo musicale britannico Massive Attack, pubblicato il 29 luglio 2016.

## Descrizione
Il brano è una collaborazione con la cantautrice Hope Sandoval, membro dei Mazzy Star. Nel singolo appare inoltre la b-side Come Near Me, inciso con la partecipazione di Ghostpoet e accompagnato da un video musicale diretto da Ed Morris.

## Video musicale
Il video, diretto dal regista australiano John Hillcoat, è stato reso disponibile il 9 agosto 2016 attraverso il canale YouTube del gruppo e ha come protagonista l'attrice Cate Blanchett.

## Tracce
1. The Spoils (feat. Hope Sandoval) – 5:46 (Grant Marshall, Stew Jackson, Hope Sandoval)
2. Come Near Me (feat. Ghostpoet) – 4:55 (Grant Marshall, Stew Jackson, Obaro Ejimiwe)

## Formazione
- Grant Marshall – produzione
- Stew Jackson – produzione
- Bruno Ellingham – missaggio
- Tim Young – mastering
- Hope Sandoval – voce
- Dan Jones – arrangiamento e conduzione strumenti ad arco

## Classifiche
| Classifica (2016) | Posizione massima |
| ----------------- | ----------------- |
| Francia           | 53                |